# Liste der Straßen in Berlin-Lübars

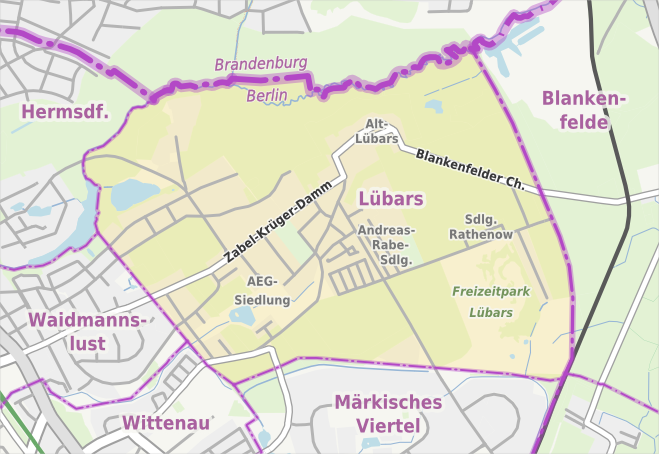
Übersichtskarte von Berlin-Lübars

Die Liste der Straßen in Berlin-Lübars stellt die im Berliner Ortsteil Lübars liegenden Straßen mit ihren historischen Bezügen dar. Gleichzeitig ist diese Zusammenstellung ein Teil der Listen aller Berliner Straßen und Plätze.

## Überblick

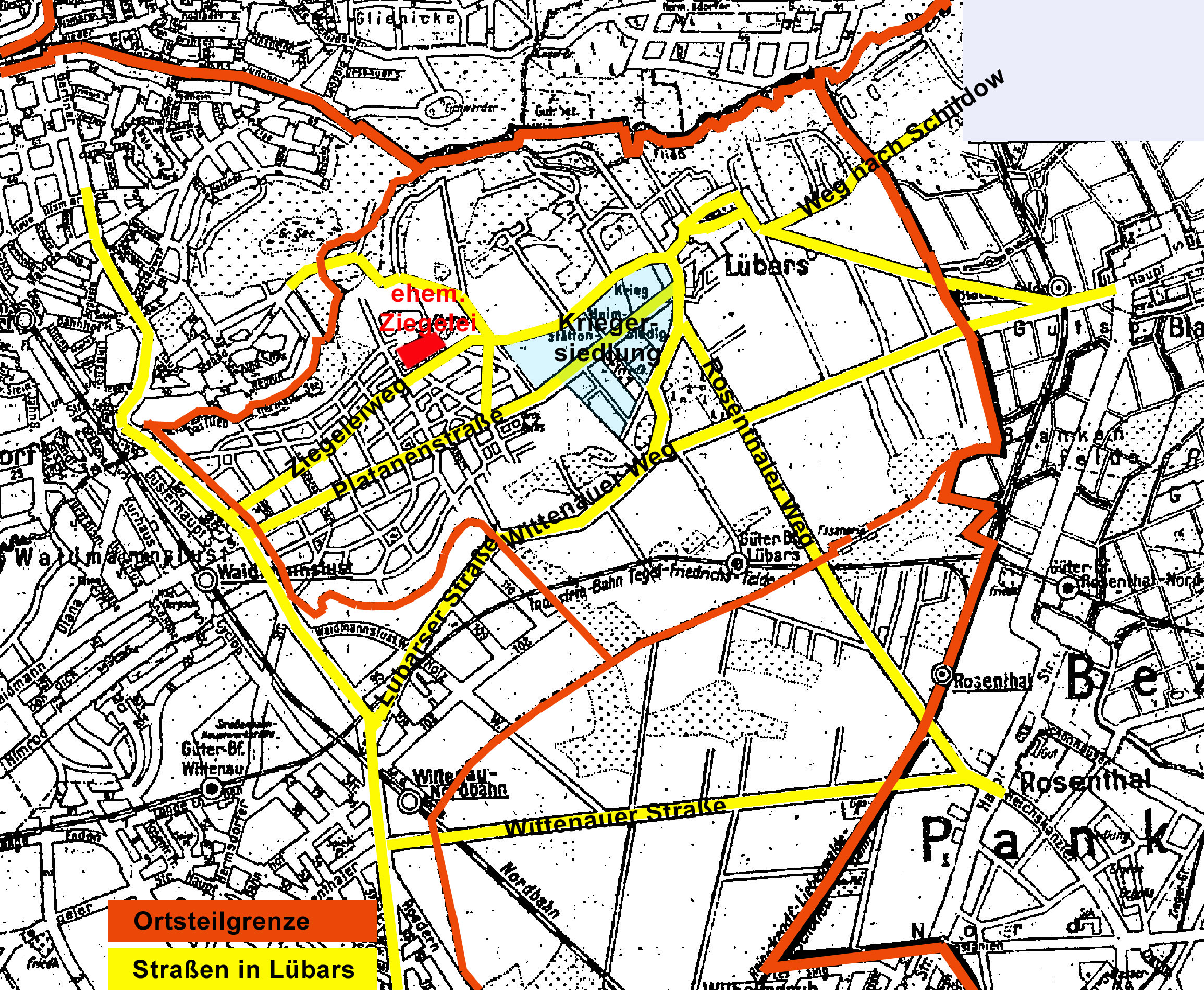
Straßensystem von Lübars nach Karte aus dem Adressbuch 1922

Der Ortsteil Lübars hat 5.068 Einwohner (Stand: 31. Dezember 2023) und umfasst den Postleitzahlenbereich 13469. Die 45 gewidmeten Straßen des Ortsteils haben eine Gesamtlänge von 17,25 Kilometer, das sind nach Länge drei Prozent des Straßennetzes im Bezirk Reinickendorf.
Der Anger des Dorfes Lübars ist als Dorfstraße, Hauptstraße und heute Alt-Lübars der Ursprung des Straßensystems, das im Norden begrenzt ist. Einerseits durch die Stadtgrenze am Landschaftsschutzgebiet (LSG) Tegeler Fließ entlang, und bis 1990 auch durch die im Norden und Osten liegende Berliner Mauer. 1884 mit dem zwischen 1908 und 1911 ausgebauten Haltepunkt Blankenfelde der Nordbahn und des Wittenauer Bahnhofs entwickelte sich Lübars zu einem Ausflugsort der Berliner. Die erste Erweiterung des Dorfes erfolgte um die Jahrhundertwende mit der „Siedlung Vogtland“ vor dem eigentlichen Dorf, von der noch der Straßenname zeugt. 1921 folgte dann westlich anschließend die Siedlung des Kriegsheimstättenvereins.
Der Hauptstraßenzug Zabel-Krüger-Damm–Alt-Lübars–Blankenfelder Chaussee in West-Ost-Richtung ist der einzige, der nach Straßenentwicklungsplan zum regionalen Straßensystem (RBS) gehört. Die Zufahrten in den Ortsteil von Süden über Quickborner Straße vom Märkischen Viertel und die Wittenauer Straße von der B 96 her über den südlichen Abschnitt von Alt-Lübars sind als Ergänzungsstraßen eingeordnet.
Die Besiedlung um das Bauerndorf (Alt-Lübars) und damit das Straßensystem erfolgte in mehreren Abschnitten seit den 1910er Jahren. Dabei spielte insbesondere der Aufbau der „Krieger-Heimstätten-Siedlung“ eine Rolle. Später war die unbebaute Randlage für das Anlegen von Laubenkolonien förderlich. Insbesondere entstand nach dem Mauerbau für Westberlin, hier vorzugsweise für das Nordberliner Reinickendorf mit der Großsiedlung Märkisches Viertel, ein Bedarf an freier Naturfläche. Mit dem Wegfall der Mauer und der somit verbesserten Lage entstanden aus Kleingartenanlagen Wohnsiedlungen. Die Besiedlungsfolge kam von Wittenau und Hermsdorf her, während im Süden nach Rosenthal zu die Großsiedlung Märkisches Viertel sich als eigener Ortsteil ausprägte. Die Lübarser Gemarkung bestand meist aus den landwirtschaftlichen Nutzflächen der Lübarser Bauern, deren Gelände auch auf den Blankenfelder Rieselfeldern lag. Die noch bestehenden Ackerflächen liegen insbesondere an der Quickborner Straße.

## Übersicht der Straßen
Die nachfolgende Tabelle gibt eine Übersicht über die vorhandenen Straßen  im Ortsteil sowie einige dazugehörige Informationen.
- Name/Lage: aktuelle Bezeichnung der Straße. Über den Link Lage kann die Straße  auf verschiedenen Kartendiensten angezeigt werden. Die Geoposition gibt die Lage der ungefähren Mitte der Straßenlänge an.
- Im amtlichen Straßenverzeichnis nicht aufgeführte Verkehrswege sind mit * gekennzeichnet.
- Ehemalige oder nicht mehr gültige Straßennamen sind kursiv gesetzt. Für bedeutende ehemalige Straßen oder historische Straßennamen ist gegebenenfalls eine gesonderte Liste vorhanden.
- Länge/Maße in Metern:
Die in der Übersicht enthaltenen Längenangaben sind  gerundete Übersichtswerte, die in Google Earth mit dem dortigen Maßstab ermittelt wurden. Sie dienen Vergleichszwecken und werden, sofern amtliche Werte bekannt sind, ausgetauscht und gesondert gekennzeichnet.
Sofern die Straße auch in benachbarte Ortsteile weiterführt, gibt der Zusatz ‚im Ortsteil‘ an, wie lang der Straßenabschnitt innerhalb des Ortsteils dieses Artikels ist.
- Namensherkunft: Ursprung oder Bezug des Namens.
- Anmerkungen: weitere Informationen über anliegende Baudenkmale oder Institutionen, die Geschichte der Straße und historische Bezeichnungen.
- Bild: Foto der Straße oder eines anliegenden Objektes.

| Name/Lage                     | Länge/Maße (in Metern) | Namensherkunft | Datum der Benennung         | Anmerkungen | Bild |
| ----------------------------- | ---------------------- | --- | --------------------------- | --- | --- |
| AEG-Siedlung Heimat (Lage)    | 0230                   | Werkssiedlung für AEG-Arbeiter                                                                                       | vor 1936                    | Die T-förmige Straße geht nordwestwärts von der Wittenauer Straße ab und ist die einzige innerhalb der Siedlung und dadurch wie die Siedlung benannt. Die „Siedlung der AEG-Kurz-Arbeiter“ ist erstmals im Adressbuch von 1936 aufgeführt. Eigentümer der Grundstücke 1–44 ist die Stadt Berlin, vertreten durch die „Heimat“ (Gemeinn. Bau- und Siedlungs-A.G.), in den Folgejahren wechseln die Bewohner zu Eigentümern. | AEG-Siedlung Heimat |
| AEG-Straße (Lage)             | 0250                   | AEG, ehemaliger Berliner Elektrokonzern, für dessen Arbeiter hier in den 1930er Jahren eine Siedlung angelegt wurde. | 2. Aug. 2014                | Die verästelte Privatstraße führt durch den nördlich des Klötzbecken gelegenen Teil der AEG-Siedlung Heimat Bis 2014 hießen die Teiläste dieser Straße Straße 185, Straße 186 und Straße 187. | AEG-Straße |
| Alter Bernauer Heerweg (Lage) | 1600                   | historischer Verlauf der Heerstraße von Spandau über Bernau nach Stettin                                             | 13. Mai 1985                | Die Straße 464 des Bebauungsplans wurde bis Blankenfelde hinein am Abzweig der Blankenfelder Chaussee von der Bahnhofstraße als Wittenauer Straße bezeichnet. Mit dem Mauerbau war diese Verbindung unterbrochen, so erhielt die Straße ihren Namen 1985 nach der vormals in dieser Trasse gelegenen Heerstraße. Sie liegt von der Quickbornstraße nach Westen als Sackgasse und nach Osten bis zur Ortsteilgrenze nahe der Straße Bürgersruh. Die Trasse Alte Bernauer Heerstraße führt über die Hauptstraße in Blankenfelde und von da als unbenannter zwischen Deponie Arkenberge und den Arkenberger Baggerseen nach Schönerlinde (Gemeinde Wandlitz), wo der Name als (Alte) Bernauer Heerstraße wieder vorhanden ist. Allerdings ist die Führung durch den Bundesautobahn 10 nördlich vom Dreieck Pankow unterbrochen. | Alter Heerweg: Blick nach Westen in Höhe Siedlung Rathenow |
| Alt-Lübars (Lage)             | 01580                  | (alter) Dorfkern von Lübars                                                                                          | 31. Juli 1952               | Die Straße liegt zwischen Quickborner/Wittenauer Straße und Blankenburger Chaussee und führt um den Anger in zwei Richtungsfahrbahnen als Einbahnstraßen herum. Spätestens mit der Eingliederung von Lübars nach Groß-Berlin wurde die Dorfstraße in Hauptstraße umbenannt. Da dieser Straßenname in Berlin jedoch mehrfach in verschiedenen Ortsteilen vorhanden war, wurde nach und nach der neue Straßenname aus dem vorherigen Ortsnamen und dem Vorsatz „Alt-“ gebildet. Der östliche Abschnitt bis zum Dorfanger wird auch vom Barnimer Dörferweg, Nr. 13 der 20 Grünen Hauptwege im Berliner Erholungswegesystem, genutzt. Im Jahr 1913 wurde Alt-Lübars von Quickborner Straße bis Zabel-Krüger-Damm neu gebaut, neben einer sechs Meter breiten Fahrbahn wurden (nach Möglichkeit) beidseits Gehwege oder Grünstreifen angelegt und die Versorgungsleitungen teilsaniert. | Alt-Lübars 17 · Alt-Lübars vom östlichen Dorfeingang |
| Am Fölzberg (Lage)            | 0400                   | Fölzberg, Flurname                                                                                                   | 1. Mai 1998                 | Die Straße im Wohngebiet Karpfenteich geht als Sackgasse von Am Klötzgraben ab und besitzt einen Ringanteil. | Am Fölzberg |
| Am Freibad (Lage)             | 0730 (im Ortsteil)     | liegt direkt am Freibad Lübars                                                                                       | 1. Feb. 1965                | Der westliche Abschnitt der Straße verläuft in Hermsdorf. Als Straße 183 trassiert liegt sie zwischen Seebadstraße und Am Vierrutenberg. An der Straße liegt ein größerer Parkplatz für die Besucher des Freibads. Ein Hundegarten liegt an der Nordseite der Straße gegenüber vom Freibad westlich der KGA Wiesenblick am Barnime Dörferweg (Grüner Hauptweg Nr. 13), der hier die Straße kreuzt. | Am Freibad: die Straße in Höhe Eingang Freibad nach Südost |
| Am Jartz (Lage)               | 0200                   | Jartz, alte Flurbezeichnung                                                                                          | 1. Mai 1978                 | Die ruhige Wohnstraße ist überwiegend mit Einfamilienhäusern bebaut. Die alte Flurbezeichnung „Jartz“ ist 1890 in der Dorf- und Feldmark Lübars westlich der Ziegelei vermerkt. Die Straße liegt zwischen Klötzesteig und Im Vogtland mit dem Naturschutzgebiet Tegeler Fließ in nächster Nähe. | Blick von Im Vogtland in die Straße |
| Am Klötzgraben (Lage)         | 0290                   | Klötzgraben, Fließ zwischen der Lübarser Feldmark und dem Klötzbecken                                                | 1. Mai 1998                 | Sie liegt im Wohngebiet Karpfenteich zwischen Wittenauer und Quickborner Straße. Am Klötzebecken ist 1838 als Flur Die Klötze verzeichnet. | Am Klötzgraben |
| Am Lübarser Feld (Lage)       | 0180                   | Das Lübarser Feld ist ein landwirtschaftlich genutztes Feld an der Nordseite des Zabel-Krüger-Damms.                 | 31. Dez. 2014               | Die Privatstraße zweigt vom Zabel-Krüger-Damm ab und führt durch ein Neubaugebiet zur Straße Am Osrücken. | Am Lübarser Feld |
| Am Osrücken (Lage)            | 0420                   | Osrücken, alte Bezeichnung des welligen Geländes                                                                     | 6. Aug. 1937                | Vorher Straße 192 des Bebauungsplans liegt sie nördlich vom Klötzebecken im Bogen zwischen Zabel-Krüger-Damm und Öschelbronner Weg. Am 1. Juli 1977 wurde die Straße 9 einbezogen. | Am Osrücken von der Ecke Zabel-Krüger-Damm nach Süd |
| Am Rodelberg (Lage)           | 0140                   | Rodelberg des Freizeitparks Lübars liegt etwas entfernt gegenüber                                                    | 12. Mai 2012                | Die Straße geht von der Quickborner Straße vis-á-vis vom Freizeitpark ab und liegt im Winkel südlich der Kleingartenanlage Neu-Lübars und der Ortsteilgrenze. Diese als Privatstraße markierte Straße erschließt die südliche Häuser dieser Neubausiedlung, auf dem Gelände der vormaligen Kleingartenanlage. Die Häuser wurden individuell von Bauunternehmen Mitte der 2010er Jahre erbaut. | Am Rodelberg ist eine Straße in Berlin-Lübars. Von Ecke Lübarser Aue/Quickborner Straße. |
| Am Rohrbusch (Lage)           | 0140                   | Rohrbusch, die hier vorher bestehende Landschaft beschreiben                                                         | 25. Juni 1936               | Die Straße 195 des Bebauungsplans, seit 1936 benannt, ist eine ruhige, schmale Wohnstraße mit Einfamilienhäusern und liegt zwischen Am Vierrutenberg und als Sackgasse über Im Riedgrund hinaus im Siedlungsgebiet Kienwerder. Am Westende gibt es einen direkten Zugang zum Naturlehrpfad Eichwerdersteg, Felder und die Sumpflandschaft vom Tegeler Fließ umgeben die Straße. | Am Rohrbusch Ecke Am Vierrutenberg westwärts. |
| Am Springebruch (Lage)        | 0280                   | Springebruch, Lübarser Flurbezeichnung                                                                               | 4. Juli 1979                | Die Straße liegt nach Südost vom Zabel-Krüger-Damm in der Kriegsheimstättensiedlung abgehend. Die Straße erschließt eine kleine in den 1980er Jahren erbaute Anlage mit den Grundstücken Am Springebruch 1–15. Die Wohnanlage verfügt über 81 Wohnungen in den Größen anderthalb bis vier Zimmer mit Balkon oder Terrasse in unterschiedlichsten Lagen. Die Straße führt als Sackgasse vom Zabel-Krüger-Damm ab und besitzt zum Südende hin mehrere Hauszufahrten, die als Privatstraßen teilweise abgesperrt sind. | Am Springebruch ist eine Straße in Berlin-Lübars. Hier Blick ab Ecke Zabel-Krüger-Damm südwärts. |
| Am Vierrutenberg (Lage)       | 1030                   | Vierrutenberg, alter Flurname                                                                                        | 10. Juli 1933               | Die Straße 158 und Straße 161 des Bebauungsplans wurde 1933 mit der Bebauung benannt und am 25. Juni 1936 wurde die Straße 194 einbezogen. Sie liegt zwischen Zabel-Krüger-Damm und Am Rohrbusch. Eine ruhige Wohnstraße mit Einfamilienhäusern und einigen Mehrfamilienhäusern am südlichen Ende, am nördlichen Teil gibt es keinen Durchgangsverkehr, wobei die scjmale Fortführung der Straße ab Grundschule die Zufahrt zur Siedlung Kienwerder ist. Die Straße ist von Feldern und der Sumpflandschaft des Tegeler Fließes umgeben. Am Nordende gibt es einen direkten Zugang zum Naturlehrpfad Eichwerdersteg. Die Straße ist am Zabel-Krüger-Damm als vierspurig mit getrennten Fahrbahnen angelegt, geht allerdings dann in eine Fahrbahn über. Sie liegt von Am Freibad fortgesetzt in der Trasse der in den 1920er Jahren projektierten Verbindung zwischen Hermsdorf und Rosenthal, aber in dieser Länge nicht umgesetzt wurde.                                                                                 | Am Vierrutenberg vom Zabel-Krüger-Damm · Am Vierrutenberg Fortsetzung der Straße nach Norden als Anschluss zur Siedlung Kienwerder · Am Vierrutenberg – Nordende der Straße südwärts                                       |
| Am Wiesenende (Lage)          | 0300                   | Wiesenende, beschreibender Flurname                                                                                  | 10. Juli 1933               | Die Straße liegt westlich abgehend zwischen Klötzesteig / Wittenauer Straße und Herrnholzweg über den sie noch als Sackgasse weitergeht, vorher als Straße 153 des Bebauungsplans projektiert. | Am Wiesenende |
| Auf dem Mühlenberg (Lage)     | 0400                   | Mühlenberg, eine Erhebung am Ausläufer des Barnim                                                                    | 1. Mai 1998                 | Die Straße liegt im Wohngebiet Mühlenberg und ist von Straßen mit Bezug zur Müllerei umgeben, sie liegt zwischen Mehl- und Windmühlenweg. Diese Lage ist auch namensgebend für umliegende Straßen nach Begriffen der Müllerei. | Auf dem Mühlenberg |
| Benekendorffstraße (Lage)     | 1600 (im Ortsteil)     | Franz Ulrich von Benekendorff (1848–?), Ziegeleibesitzer in Lübars                                                   | 18. Jan. 1936               | Eine Straße dieses Namens wurde zunächst in Waidmannslust bis zum Oraniendamm (Gemarkungsgrenze Lübars) angelegt. In Lübars bestand im jetzigen Straßenzug schon vor 1911 der Ziegeleiweg der zur Lübarser Ziegelei führte, wobei seit 1923/1925 der Teil des Ziegeleiweges zwischen Am Vierrutenberg und Hauptstraße bis 13. Dezember 1934 als Hermsdorfer Weg benannt war. 1934 wurde der Hermsdorfer Weg wieder in den Ziegeleiweg einbezogen und 1936 in die von Waidmannslust kommende Straße eingegliedert. Die Straße liegt insgesamt zwischen Düsterhauptstraße und Alt-Lübars, der Ortsteilwechsel erfolgt am Büchenbronner Steig mit der Brücke über das Fließ zum Hermsdorfer See. Die Benekendorffstraße verläuft im Fließtal, östlich von Am Vierrutenberg wird der Verlauf durch den Dünenanstieg nach Südosten zum Zabel-Krüger-Damm (der oben liegt) beeinflusst, siehe dazu den Abstieg des Sprintsteigs zur Benekendorffstraße.                                                                          | Berlin-Lübars Benekendorffstraße · Berlin-Lübars Benekendorffstraße 28 |
| Blankenfelder Chaussee (Lage) | 0920                   | Blankenfelde, östlicher Nachbarortsteil von Lübars                                                                   | vor 1945                    | Die Straße liegt im Straßenzug zwischen Alt-Lübars und der Ortsteilgrenze zu Blankenfelde, wo sie sich in der Bahnhofstraße fortsetzt. Auf dieser Straße wird der Barnimer Dörferweg geführt, Nr. 13 der 20 Grünen Hauptwege im Berliner Erholungswegesystem. | Blankenfelder Chaussee am Ortsteileingang · Gedenktafel zur Grenzöffnung an der Straße zwischen Blankenfelde und Lübars (Bezirk Pankow und Bezirk Reinickendorf, dereinst Ost- und West-Berlin) im Jahr 1989 durch Qualitz |
| Büchenbronner Steig (Lage)    | 0180 (im Ortsteil)     | Büchenbronn, Gemeinde am Rande des Schwarzwaldes, seit 1974 Stadtteil von Pforzheim, Baden-Württemberg               | 10. Apr. 1961               | Die Straße liegt am Ziegeleigraben entlang zwischen Benekendorffstraße und Zehntwerderweg, über den sie noch etwas nach Norden geht ohne Zuordnung der dortigen Grundstücke. Die Grundstücke auf der Ostseite 2–10 in das Straßenland liegen im Ortsteil und die westlichen Grundstücke 3 und 5 gehören zu Waidmannslust. Vor der Namenswahl war sie als Straße 177 ausgewiesen, diese Wahl steht im Zusammenhang zur Pforzheimer Straße auf Waidmannsluster Gebiet. Im Norden geht die Büchenbronner Straße bis zum Barnimer Dörferweg die westliche Grünfläche gehört zur Grünfläche Ziegeleibecken, die östlich liegenden Siedlungshäuser sind hier dem Zehntwerder Weg zugeordnet. Die Verlängerung nach Süden zum Albtalpark entlang vom Ziegeleigraben ist trotz der Grundstücke auf der Lübarser Seite nicht in die Straßenbenennung einbezogen, sondern als Hintergrundstücke 78a–f und 86a–f der Benekendorffstraße zugeordnet, wobei zum Zabel-Krüger-Damm hin weitere Grundstücke noch unbebaut angegeben sind. | Büchenbronner Steig von der Straßenkreuzung Benekendorffstraße nordwärts über die Kreuzung auf die Ortsteilgrenze: Berlin-Lübars: rechte Bildseite                                                                         |
| Bürgersruh (Lage)             | 0490                   | Name der Kolonie, in der die Straße liegt                                                                            | 22. Nov. 2014               | Die Straße Bürgersruh liegt in der gleichnamigen Kolonie und geht südlich vom Alten Bernauer Heerweg zum Rathenowgraben. Sie hieß bis 2014 Straße 494. Sie verläuft parallel zur Ortsteilsgrenze und zur Zeit der Berliner Teilung lag sie unweit der Berliner Mauer. Zur Straße gehören die Grundstücke 7–55 (fortlaufend), die sich am Ostrand des Freizeitparks Lübars befinden. In den 1960er Jahren wurde sie grundhaft erneuert werden, da sie bislang nur einen ungebundenen Oberbau hatte. Darin eingeschlossen war der Ausbau auf 8 Meter Breite mit neuen unterirdischen Versorgungsleitungen, die Entwässerung des Oberflächenwassers, Baumpflanzungen und seitliche Stellplätze sowie die Installation einer Straßenbeleuchtung auf einem 5-Meter-Mast. | Bürgersruh: südlich der Trasse der Bernauer Heerstraße, heute Alter Bernauer Heerweg (vormals Wittenauer Straße) |
| Creienfelder Weg (Lage)       | 0130                   | Creienfeld, Flurname nach den Krähen am Karpfenteich                                                                 | 1. Mai 1998                 | Die Straße liegt zwischen Am Klötzgraben bis Wittenauer Straße. An der Straße liegen Parzellen der KGA Karpfenteich. | Creienfelder Weg |
| Deilingeweg (Lage)            | 0390                   | Deilinge, alte Flurbezeichnung                                                                                       | 10. Juli 1933               | Der vorherige Name war Straße 159 im Bebauungsplan. Der Weg liegt zwischen Benekendorffstraße und Zehntwerderweg. Im Adressbuch von 1943 ist nur ein Einfamilienhaus vorhanden und vergebenen doch unbebauten Grundstücken. | Deilingeweg |
| Fasanerie (Lage)              | 0170                   | einst lag hier eine Fasanerie                                                                                        | vor 1950                    | Die Straße geht ostwärts von der Quickborner Straße in Höhe der Ortsteilgrenze zum Märkischen Viertel ab. Sie ist ein Zugang zum Freizeitpark Lübars und einseitig mit den Grundstücken 4–42 (gerade) der Familienfarm Lübars verbunden. | Fasanerie von Quickborner Straße |
| Feldlerchenweg (Lage)         | 0330                   | Feldlerche (Alauda arvensis), Vogelart aus der Familie der Lerchen                                                   | 1. Mai 1998                 | Der Weg liegt im Wohngebiet Hasensprung und geht vom Alten Bernauer Heerweg nach Nordwesten ab parallel zur Quickborner Straße. Der südliche Abschnitt führt durch die ehemalige KGA Hasensprung der nördliche liegt in der Andreas-Rabe-Siedlung. Die Straße wurde in der Wohngemeinschaft Hasensprung als östliche Zugangsweg zur Siedlung und besitzt eine Plattenpflasterung, mit teilweise Kopfsteinpflaster vor Grundstücken. Die Straße ist als Sackgasse, Verkehrsberuhigter Bereich und insbesondere als Privatstraße ausgewiesen, wobei als Nutzungseinschränkung der gewidmeten, öffentlich zugänglichen Straße ausdrücklich das Parken auf dieser Fahrstraße untersagt ist. | Vom Alten Bernauer Heerweg nach Norden: Feldlerchenstraße |
| Feldspatzenweg (Lage)         | 0330                   | Feldspatz (Passer montanus), weit verbreitete Vogelart in der Familie der Sperlinge (Passeridae)                     | 24. Dez. 2011               | Die Straße liegt nordwestlich parallel von und zum Alten Bernauer Heerweg und führt durch die Siedlung Rathenow. Diese Wohnanlage besteht aus Siedlungshäusern die im Laufe der 1960er / 1970er Jahre bereits bebaut wurde. Die Straßenbenennung erfolgte in Vorbereitung der mit ALKIS verbundenen Georeferenzierung notwendige Vergabe von eindeutigen Adressen für diese Siedlung, die parallel zum Alten Bernauer Heerweg liegt. | Feldspatzenweg mit einem in den Boden eingesetzten Wohnhaus |
| Finsterwalder Straße (Lage)   | 0180 (im Ortsteil)     | Finsterwalde, Stadt im südlichen Brandenburg, „Wir sind die Sänger von Finsterwalde“                                 | 1. Apr. 1967                | Der größte Teil der Straße verläuft im Märkischen Viertel. Die Straße liegt im Ortsteil zwischen Ortsteilgrenze am Bruchstückengraben und Wittenauer Straße. Die Führung durch Kleingartenanlagen stellt den Anschluss an die Wittenauer Straße her, die im westlichen Abschnitt als Hauptstraße genutzt wird. Straße 123 und Straße 431 in Wittenau wurden 1967 benannt, das Straßenland kam am 15. Juni 1999 durch die Eigenständigkeit des Märkischen Viertels als Ortsteil zu diesem. | Finsterwalder Straße |
| Getreideweg (Lage)            | 0150                   | Getreide, Straße am Mühlenberg                                                                                       | 1. Mai 1998                 | Der Weg liegt im Wohngebiet Mühlenberg zwischen Auf dem Mühlenberg und Alter Bernauer Heerweg. Den hier liegenden Straßen erhielten Namen nach Begriffen der Müllerei. | Getreideweg |
| Grünspechtweg (Lage)          | 0380                   | Grünspecht (Picus viridis), auch Grasspecht oder Erdspecht, Vogelart aus der Familie der Spechte (Picidae)           | 1. Mai 1998                 | Der Weg liegt im Wohngebiet Hasensprung und geht vom Alten Bernauer Heerweg nach Nordwesten ab, östlich parallel zum Feldlerchenweg und der Quickborner Straße. Der Grünspechtweg ist der mittlere Zugangsweg zur Siedlung und besitzt eine Plattenpflasterung, mit teilweise Kopfsteinpflaster vor Grundstücken. Die Straße ist als Sackgasse, Verkehrsberuhigter Bereich und insbesondere als Privatstraße ausgewiesen, wobei als Nutzungseinschränkung der gewidmeten, öffentlich zugänglichen Straße ausdrücklich das Parken auf dieser Fahrstraße untersagt ist. | Wege in die Wohnsiedlung Hasengrund: Grünspechtweg. |
| Herrnholzweg (Lage)           | 0330                   | Herrnholz, alte Flurbezeichnung                                                                                      | 10. Juli 1933               | Als Straße 154 des Bebauungsplans trassiert, liegt sie südlich vom Zabel-Krüger-Damm und Am Wiesenende. Hinter den östlichen Grundstücken befindet sich der landeseigene Friedhof Lübars. Am Rande der Rollberge sind auf einer Karte der Lübarser Dorf- und Feldmark aus dem Jahre 1890 die namensgebenden Herrnholzenden eingezeichnet. | Herrnholzweg vom Zabel-Krüger-Damm nach Süden. |
| Höpfertsteig (Lage)           | 0190                   | Höpfert (19. Jahrhundert), Windmüller aus Mühlenbeck bei Berlin                                                      | 1. Feb. 1980                | Die Straße 412 wurde nach Höpfert benannt, der 1847 die Lübarser Mühle gebaut hatte. Der Steig liegt östlich der Quickborner Straße als Stichstraße. Er ermöglicht als verkehrsberuhigte Anliegerstraße die Zufahrt zu mehreren Einfamilienhäuser und endet an einem Rondell, von dem Seitenzufahrten zu weiteren Grundstücken führen. Die Straße erschließt außerdem die in den 2000er Jahren erstellten Wohnbauten nördlich der Andreas-Rabe-Siedlung. | Höpfertsteig von Quickborner Straße nach Ost |
| Im Riedgrund (Lage)           | 0160                   | Riedgrund, die hier vorher bestehende Landschaft beschreibend                                                        | 25. Juni 1936               | Zuerst Straße 196 des Bebauungsplans ist sie eine ruhige, schmale Wohnstraße mit Einfamilienhäusern, die von Feldern und der Sumpflandschaft des Tegeler Fließes umgeben ist. Sie liegt in der Siedlung Kienwerder zwischen Im Wiesenbusch und Am Rohrbusch, in dieser Richtung als Einbahnstraße. Von der Straße Am Rohrbusch gibt es einen direkten Zugang zum Naturlehrpfad Eichwerdersteg. | Im Riedgrund Ecke Im Wiesenbusch nordwärts. |
| Im Vogtland (Lage)            | 0170                   | „Vogtland“, vormals Name der hier vorhandenen Arbeiterkolonie                                                        | 1. Mai 1978                 | Die ruhige mit Einfamilienhäusern bebaute Wohnstraße liegt zwischen Zabel-Krüger-Damm und Wittenauer Straße in der Trasse der Straße 162. Die Bebauung in dieser Gegend begann im 18. Jahrhundert durch ansässige Bauernsöhne, die keinen väterlichen Hof erbten. Seit 1850 entstand die „Kolonie Vogtland“ für Arbeiter der beiden Ziegeleien. Dieser Name erfolgte in Anlehnung an die von Friedrich II. vor dem Oranienburger und Hamburger Tor angelegte Arbeiterkolonie „Neu-Vogtland“. Das „Vogtland“ lag zwischen Quickborner Straße, Wittenauer Weg und Beneckendorffstraße. | Im Vogtland von Ecke Zabel-Krüger-Damm · Blick von der Wittenauer Straße in die Straße Im Vogtland |
| Im Wiesenbusch (Lage)         | 0350                   | Wiesenbusch, die hier vorher bestehende Landschaft beschreibend                                                      | 25. Juni 1936               | Der Verkehrsweg, auf der Trasse der vormaligen Straße 197 und Straße 198, ist eine ruhige, schmale mit Einfamilienhäusern bebaute Wohnstraße, die nördlich von Feldern und dem Landschaftsschutzgebiet am Tegeler Fließ umgeben ist. Sie liegt zwischen Im Riedgrund und Am Vierrutenberg und geht nach Südwest als Sackgasse in Richtung zu Am Freibad hin. Der bebaute Teil endet 100 Meter vor dem Waldstreifen. Dr östliche Abschnitt (ab Am Vierrutenberg) ist als Einbahnstraße in Richtung zu Im Riedgrund ausgewiesen. | Im Wiesenbusch Ecke Am Vierrutenberg ostwärts. |
| Kieselbronner Weg (Lage)      | 0140                   | Kieselbronn, Gemeinde sieben Kilometer von Pforzheim, Baden-Württemberg                                              | 1. Sep. 1981                | Die Straße liegt östlich vom parallel verlaufenden Öschelbronner Weg und geht als Sackgasse nordwärts von der Wittenauer Straße zum Klötzegraben. Die Straße 23 wurde 1981 im Abschnitt von der Wittenauer Straße zum Klötzegraben benannt, der Abschnitt von Straße 23 nördlich vom Klötzegraben als Sackgasse von Am Osgraben abgehend erhielt den Namen Schellbronner Weg. Die Namenswahl nimmt Straßennamen in Waidmannslust aus der Umgebung von Pforzheim auf. | Kieselbronner Weg |
| Klötzesteig (Lage)            | 0300                   | Klötze, alte Flurbezeichnung                                                                                         | 1. Mai 1978                 | Die Straße, vorher Straße 156, liegt zwischen Zabel-Krüger-Damm und Wittenauer Straße. Die kleine ruhige Wohnstraße ist mit Einfamilienhäusern bebaut. Der Klötzesteig grenzt auf der westlichen Seite an den Friedhof Lübars. Der nördliche Bereich ist lediglich ein Fußgängerdurchgang zum Zabel-Krüger-Damm. | Klötzesteig vom Zabel-Krüger-Damm nach Süden, rechts der Friedhof |
| Kornweg (Lage)                | 0140                   | Korn, Getreide für Brot, insbesondere Weizen und Roggen                                                              | 1. Mai 1998                 | Er liegt im Wohngebiet Mühlenberg zwischen Auf dem Mühlenberg und Alter Bernauer Heerweg. Hier stand einst die Lübarser Mühle und die hier liegenden Straßen haben einen Bezug zur Müllerei. | Kornweg |
| Lübarser Aue (Lage)           | 0140                   | Auwald, Rodelberg im Freizeitpark Lübars                                                                             | 12. Mai 2012                | Die Straße geht von der Quickborner Straße vis-à-vis vom Freizeitpark ab und liegt im Winkel südlich der Kleingartenanlage Neu-Lübars und der Ortsteilgrenze. Die Straße erschließt den westlichen und nördlichen Teil der hier Mitte der 2010er Jahre entstehenden Eigenheimsiedlung. Die Wohnanlage wird auf dem Gelände einer vormaligen Kleingartenanlage durch ein Baukonsortium mit individuellen Siedlungshäusern in Nähe zum Märkischen Viertel errichtet. | Lübarser Aue von Quickborner Straße |
| Mehlweg (Lage)                | 0140                   | Mehl, durch Mahlen von Getreidekörnern entstehendes Pulver                                                           | 1. Mai 1998                 | Er liegt im Wohngebiet Mühlenberg zwischen Auf dem Mühlenberg und Altem Bernauer Heerweg. Hier stand einst die Lübarser Mühle und die hier vergebenen Straßennamen haben einen Bezug zur Müllerei. | Mehlweg |
| Mergelweg (Lage)              | 0120                   | Mergel, Sedimentgestein                                                                                              | 1. Juli 1976                | Die Straße 180 wurde 1976 passend zu den vorher hier vorhandenen Ziegeleien nach einem Zusatzstoff für gebrannte Ziegel benannt. Sie liegt zwischen Benekendorffstraße und Zehntwerderweg und parallel zu Ziegelei- und Tonstichweg. | Mergelweg nach Nord mit Gaslaternen in diesem Weg |
| Mühlsteinweg (Lage)           | 0140                   | Mühlsteine, Steine zum Zerreiben des Mahlguts                                                                        | 1. Mai 1998                 | Er liegt im Wohngebiet Mühlenberg zwischen Auf dem Mühlenberg und Alter Bernauer Heerweg. Wie bei den benachbarten Straßen erfolgte die Namenswahl nach Begriffen der Müllerei. | Mühlsteinweg |
| Öschelbronner Weg (Lage)      | 0540                   | Öschelbronn, Gemeinde am Rande des nördlichen Schwarzwalds östlich von Pforzheim, Baden-Württemberg.                 | 9. Jan. 1961                | Die Straße liegt zwischen Zabel-Krüger-Damm und Wittenauer Straße, die Ortsteilgrenze zu Waidmannslust verläuft hinter den westlichen Grundstücken. Bereits vor 1922 lag hier die Ahornstraße. | Öschelbrunner Weg vom Zabel-Krüger-Damm nach Süd |
| Quickborner Straße (Lage)     | 1230 (im Ortsteil)     | Quickborn, Stadt nordwestlich von Hamburg                                                                            | 11. Dez. 1936               | Die Straße verläuft zwischen Alt-Lübars / Wittenauer Straße und Ortsteilgrenze zum Märkischen Viertel, die an der Kreuzung der Industriebahn von der ehemaligen Niederbarnimer Eisenbahn und dem Fasaneriegraben/Bruchstückengraben liegt. Die Straße setzt sich nach Südosten im Märkischen Viertel bis nach Rosenthal fort. Zum Ortsteil gehören die Grundstücke 101–207 (ungerade), sowie 102–130 und 158–212 (gerade). Schon vor 1912 war hier der Rosenthaler Weg angelegt, der durch Wittenau nach Rosenthal im Lübarser Weg weiterführte. Die Straße ist im Norden mit Siedlungshäusern und im Süden auf der Westseite bebaut. Der Zwischenteil führt durch Ackerflächen, auf der Ostseite für 650 Meter zum Freizeit- und Erholungspark Lübars und westlich für 330 Meter bis an die Siedlung Neu-Lübars hinan. | Quickborner Straße von Ecke Wittenauer Straße nach Süden · Quickborner Straße am südlichen Ortsteilrand das Gleis der ehemaligen Industriebahn Tegel-Friedrichsfelde nach Ost                                              |
| Schellbronner Weg (Lage)      | 0090                   | Schellbronn, Gemeindeteil von Neuhausen südöstlich von Pforzheim, Baden-Württemberg                                  | 1. Sep. 1981                | Die Straße geht nach Süden von Am Osrücken ab. Die Straße 23 nach Bebauungsplan wurde 1981 im nördlichen Abschnitt zum Klötzegraben in Schellbronner Weg und von Süden her bis zum Klötzegraben in Kieselbronner Weg benannt, wobei für die Wahl der Namen die in Waidmannslust liegende Pforzheimer Straße die Vorlage gab. | Schellbronner Weg |
| Schildower Weg (Lage)         | 0710 (im Ortsteil)     | Schildow, nordöstlicher Nachbarort in Brandenburg                                                                    | nach 1870                   | Der Fußweg geht von der Blankenfelder Chaussee nordöstlich ab und verläuft bis zur Stadtgrenze. Er ist eine gewidmete Straße und der Verbindungsweg von Lübars über Blankenfelder Gemarkung nach Schildow. Im Nachbarortsteil geht er unter gleichem Namen (RBS: 4225) weiter bis zur Bahnlinie und wechselt dann in Schildow die Bezeichnung zu Lübarser Weg. Er liegt am Südrand des NSG Fließtal. Grundstücke zum Schildower Weg gibt es nicht. | Schildowner Weg |
| Schluchseestraße (Lage)       | 0060 (im Ortsteil)     | Schluchsee, See im Schwarzwald                                                                                       | 1. Nov. 1968                | Die Straße liegt auf der Trasse von Straße 165 und Straße 9 nach Bebauungsplan. Zum Ortsteil gehören die Häuser 84–84b (gerade), sowie 85 und 87 (ungerade) am östlichen Ende der Straße. Nur der Anschluss an den Öschelbronner Weg liegt im Ortsteil. Der größte Teil (1130 Meter) gehört zu Waidmannslust und dort zu einem Gebiet mit Straßennamen, die Bezug zum Schwarzwald haben. | Schluchseestraße |
| Sprintsteig (Lage)            | 0170                   | Sprintwiesen, Flurbezeichnung                                                                                        | 10. Juli 1933               | Der in der Datenbank des RBS-Detailnetz als „Straße“ gewidmete „Steig“ ist mit dem Verkehrszeichen 239 Gehweg ausgewiesen und durch Steinpoller gegen den Fahrverkehr abgesperrt. Im Wegelauf befinden sich Treppen, die der Abstieg zwischen Zabel-Krüger-Damm (auf der Düne) und Benekendorffstraße (im Fließtal) erfordert. Die Sprintwiesen östlich vom Lübarser Ortskern (Sprint von „springen“ abgeleitet) besaßen die für das Lübarser Territorium typischen Schichtquellen. Nördlich der Straße entwässert der Springbruchgraben zum Tegeler Fließ hin. Die Trassierung nach Bebauungsplan hatte die Bezeichnung Straße 157, dem Sprintsteig ist lediglich das Grundstück 1a an der Westseite zugeordnet. Über den Zabel-Krüger-Damm nach Süden liegt der Klötzesteig. | Sprintsteig die Treppe zur Benekendorffstraße · Sprintsteig zum Zabel-Krüger-Damm |
| Tonstichweg (Lage)            | 0140                   | Tonstich der Lübarser Ziegelei lag in der Nähe                                                                       | 1. Juli 1976                | Die Straße liegt zwischen Benekendorffstraße und Zehntwerderweg im Gebiet der ehemaligen Lübarser Ziegelei des Besitzers Beneckendorff, die Berlin zwischen 1854 und 1924 Berlin mit Ziegeln versorgte. Die Straße 178 erhielt deshalb auch 1976 wie die Parallelstraßen einen Namen mit Bezug zum Ziegeleiwesen. Der Tonstichweg führte vor der Bebauung direkt an die Westseite des Ziegeleisees, wo der Ton gebaggert wurde. | Tonstichweg von der Straßenkreuzung Benekendorffstraße nach Norden |
| Waldläuferweg (Lage)          | 0140                   | Waldläufer, alte Bezeichnung für Forstaufseher                                                                       | 6. Aug. 1937                | Die nach Bebauungsplan trassierte Straße 193 wurde 1937 in der Siedlung benannt. Sie ist eine Stichstraße im Teil der AEG-Siedlung nördlich vom Klötzebecken und geht östlich von Am Osrücken ab. | Waldläuferweg |
| Windmühlenweg (Lage)          | 0140                   | Windmühle, 1847 auf der hiesigen Fläche errichtet                                                                    | 1. Mai 1998                 | Die Straße liegt zwischen Auf dem Mühlenberg und Alter Bernauer Heerweg im Wohngebiet Mühlenberg. 1847 errichtete Müller Höpfert aus Mühlenbeck auf dem Berg eine Windmühle. Diese stürzte 1861 bei einem Orkan um und begrub den Müller Lorenz unter ihren Trümmern. | Windmühlenweg |
| Wittenauer Straße (Lage)      | 1700 (im Ortsteil)     | Wittenau, südlicher Nachbarort, heute Ortsteil des Bezirks Reinickendorf, bis 1905 Dalldorf                          | 1. Apr. 1967                | Die Straße liegt zwischen Oranienburger Straße und Quickborner Straße, wo sie in Alt-Lübars übergeht. Die Straße liegt östlich vom Packereigraben mit den Grundstücken 127–265 (ungerade) und 144–232a (gerade) im Ortsteil. Der westliche Abschnitt der Straße liegt in Wittenau. Nach 1922 bis zur Namensgebung 1967 hieß die Straße zwischen Ahornstraße (heute: Öschelbronner Weg) und Platanenstraße (heute: Zabel-Krüger-Damm) Wittenauer Weg, der Wittenauer Abschnitt war die Lübarser Straße. Bei der Benennung 1967 wurde die Straße 405 einbezogen. Am 1. November 1968 wurde auch die Verlängerung, Straße 425, einbezogen. | Wittenauer Straße von Ecke Alt-Lübars / Quickborner Straße. |
| Zabel-Krüger-Damm (Lage)      | 1250 (im Ortsteil)     | Wilhelm August Zabel-Krüger (1834–1915), Lehngutsbesitzer, Kommunalpolitiker                                         | 6. Aug. 1937                | Der Damm wird im Berliner System als regionale Hauptstraße geführt. Sie liegt zwischen Oraniendamm und Alt-Lübars, zwischen Alt-Lübars und der Ortsteilgrenze am Entenbruchgraben im Ortsteil mit den Grundstücken 71–237 (ungerade) und 76–232 (gerade), der westliche Abschnitt der Straße liegt in Waidmannslust. Die Straße existierte bereits vor 1922 unter dem Namen Platanenstraße, wobei die Straßenbäume namensgebend waren. Das Lehnschulzenamt für Lübars war zuletzt mit August Zabel-Krüger besetzt, aber bereits 1659 besaß ein Georg Zabel und 1763 ein David Zabel dieses Amt. Nach dem Zweiten Weltkrieg wurde 1945/1946 für die Straße wieder der Name Platanenstraße genutzt. Diese Änderung wurde amtlich nicht genehmigt und rückgängig gemacht. | Zabel-Krüger-Damm am Lübarser Ende |
| Zehntwerderweg (Lage)         | 0960 (im Ortsteil)     | Zehntwerder, alte Flurbezeichnung, östlich der heutigen Straße Am Vierrutenberg                                      | 10. Juli 1933               | Die Straße liegt insgesamt zwischen Oraniendamm und Deilingeweg nördlich parallel zur Beneckendorffstraße und insbesondere auf der Höhe der hier vorhandenen Erhebung im Südosten des Fließtals. Die Grundstücke 99–217 (ungerade) und 102–212 (gerade) gehören zum Ortsteil, wobei die Ortsteilgrenze in Höhe vom Entenbruchgraben und dem Büchenbronner Steig liegt. Der westliche Abschnitt der Straße verläuft in Waidmannslust. Die Straße 160 wurde 1933 benannt und am 15. März 1936 wurden die Verlängerung, Straße 1, Straße 173 und Straße 181, in den Zehntwerderweg einbezogen. | Zehntwerder Weg ostwärts vom Büchenbronner Steig nach Berlin-Lübars · Zehntwerderweg vom Vierrutenberg nach Osten · Zehntwerderweg 185–187                                                                                 |
| Ziegeleiweg (Lage)            | 0140                   | Standort der Lübarser Ziegelei                                                                                       | um 1911 (mit Unterbrechung) | Die Straße 179 nach Bebauungsplan wurde 1911 in Teilen nach der hier befindlichen, von Ulrich von Benekendorff betriebenen Ziegelei (Parzellen 74–81) benannt. Diesen Namen behielt sie bis 1936, wo sie in die Benekendorffstraße einbezogen wurde. Auch weitere Verkehrswege kamen hinzu wie die vor 1922 angelegte Triberger Straße. Erst im Jahr 1976 wurde der Name Ziegeleiweg wieder vergeben für die beiden zwischen Beneckendorffstraße und Zehntwerder Weg liegenden Straßen mit Bezug zu der 1854–1924 hier produzierenden Ziegelei. Ecke Beneckendorffstraße standen ein Beamtenhaus, ein Kontorhaus (Haus 97) und die Kantine (Haus 115) der Ziegelei. Dem Ziegeleiweg sind die Grundstücke 1–7 (ungerade) und 4–10 (gerade) zugeordnet (Stand 2013). | Berlin-Lübars Ziegeleiweg |
| Zum Klötzbecken (Lage)        | 090                    | Klötzbecken, in der Nähe gelegener Teich                                                                             | 31. Dez. 2014               | Die Privatstraße zweigt von der Straße Am Osrücken ab. | Zum Klötzbecken |
| Zum Klötzhain (Lage)          | 0180                   | Klötzhain, kleines Wäldchen am Klötzbecken                                                                           | 31. Dez. 2014               | Die Privatstraße zweigt von der Wittenauer Straße ab. | Zum Klötzhain |

## Die Lübarser Straßen vor 1950
Im Adressbuch von 1922 finden sich folgende 10 Straßen mit bewohnten Grundstücken und der Angabe „Post Waidmannslust“ für den Ortsteil. Wobei außerhalb der Hauptstraße Parzellen der „Gemeinnützigen Siedlungs- und Kriegerheimstätten Akt.Ges. (Pankow)“ aufgeführt sind.
- Hauptstraße ist in den 1920er Jahren mit folgendem Verlauf angegeben:
Gemarkung Rosenthal # Grundstücke 1–15 # Gemarkung Blankenfelde # Weg nach Schildow # Grundstücke 16–28 # Straße 5 # Grundstücke 29/30 # Platanenstraße # Grundstücke 36–39 # Wittenauer Straße # Grundstück 40 # Gemarkung Rosenthal. Offensichtlich sind alle Wohnhäuser nach der Eingliederung von Lübars zu Groß-Berlin (zunächst) unter Hauptstraße geführt. Der Verkehrsweg wurde später zu Alt-Lübars.
- Hermsdorfer Weg:
er geht von der Straße 9 ab und liegt anderen Endes am Fußweg und der Hauptstraße, zwischen den beiden letzten liegen vergebene, noch unbebaute Grundstücke (Stand 2013). Im Weiteren befinden sich die Parzellen 271a–291b auf der einen und 300–319 entlang der anderen Straßenseite, die teils schon vergeben, andererseits noch der „Gemeinn. Siedlungs. und Krieger Heimstätten-A.G.“ gehören.
- Wittenauer Weg
später in Alter Bernauer Heerweg umbenannt

Alle anderen Grundstücke sind Parzellen der Kriegerheimsiedlung mit dem Wegenetz
- - Platanenstraße (späterer Zabel-Krüger-Damm): sie liegt 1922 zwischen Gemarkungsgrenze Wittenau und Heinersdorfer Weg, folgende Parzellen sind notiert: 139–143: unbewohnt, 144–150 Neubau, 151–162 und 320–394 bewohnt.
  - Straße 6 mit den bewohnten Parzellen 378–381 und 414–430
  - Straße 7 mit den bewohnten Parzellen 397–410 und 352–377 mit Neubau
  - Straße 9 mit den teils bewohnten und teils neu bebauten Parzellen 392–444

Weitere Straßen sind zu dieser Zeit Waidmannslust zugeordnet, reichen aber in die Gemarkung Lübars:
- Ahornstraße
- Beneckendorffstraße.

Noch 1943 findet sich Lübars im Adressbuch als gesonderter Abschnitt bei Waidmannslust.
- Hauptstraße:  sie liegt mit den Grundstücken zwischen Quickborner Straße 1–15 und 16–28, Gemarkung Blankenfelde/Weg nach Schildow, Beneckendorfstraße 29/30, Zabel-Krüger-Damm 30–39, Wittenauer Weg 39a/40
- Die Quickborner Straße ist unter Rosenthal und Wittenau aufgeführt, hinzu kamen nach Bebauungsplan
- Straße 156, Straße 162, Straße 163.

Die übrigen Straßen (Am Osrücken, Am Riedgrund, Am Rohrbusch, Am Vierrutenberg, Am Wiesenende, Beneckendorfstraße, Deilingeweg, Herrnholzweg, Sprintsteig, Waldläuferweg, Wittenauer Weg, Zabel-Krüger-Damm und Zehntwerderweg) wurden ab den 1930er Jahren schrittweise angelegt und benannt, um die entstehenden Wohnbauten zu erschließen.

## Weitere Örtlichkeiten

### Kleingartenanlagen (KGA)
Die Kleingärten sind nach dem Kleingartenentwicklungsplan mit Stand vom Jahr 2010 ausgewählt. Soweit vorhanden sind die Nummern nach Kleingartenentwicklungsplan (KGEP) und dem RBS-System der Berliner Straßennummern zur besseren Zuordnung der Anlagen vermerkt.

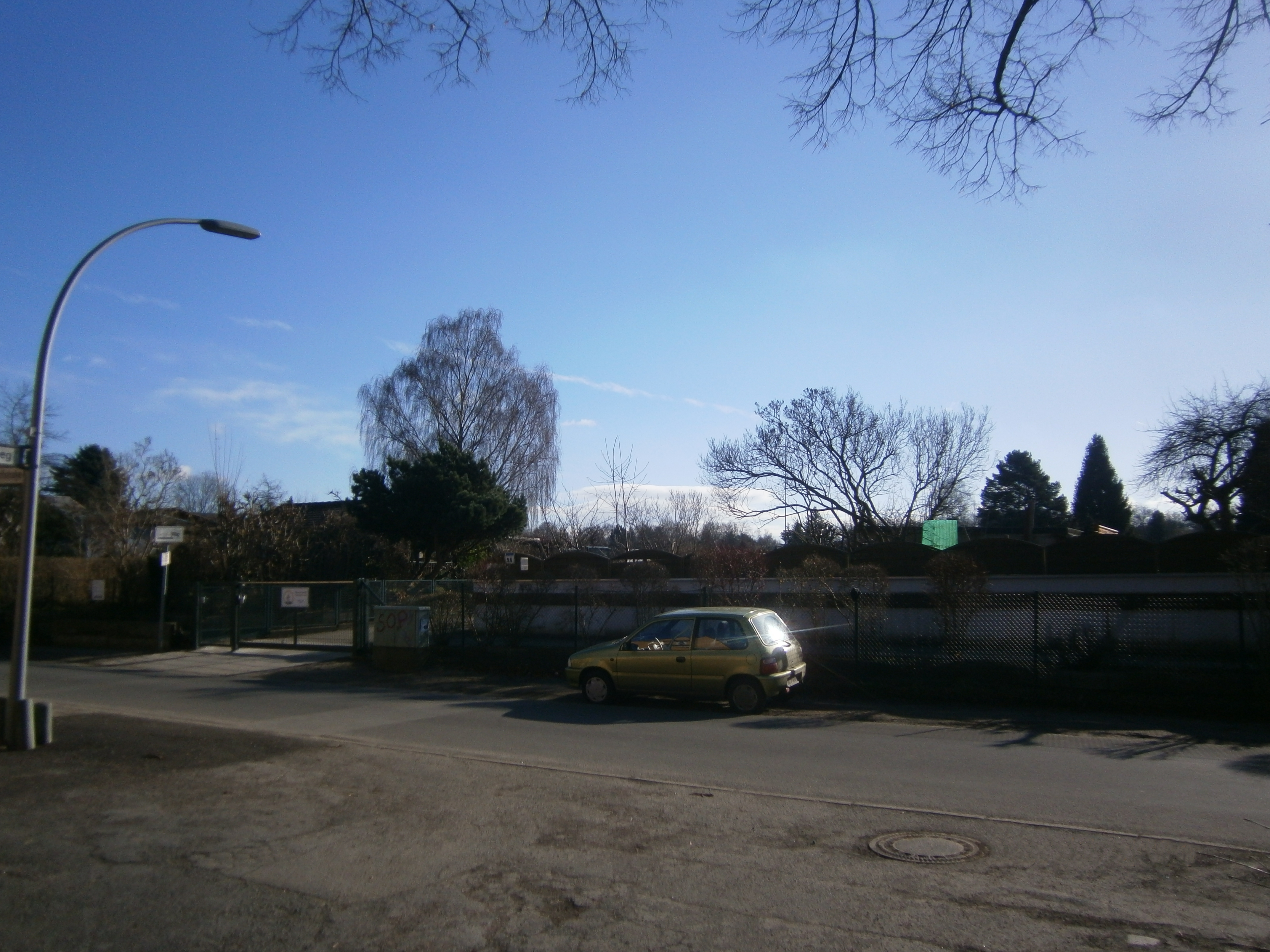
Blick von der Straßenkreuzung Tonstichweg/Benekendorffstraße nach Süden zur KGA Frohsinn I

- KGA ,Frohsinn I’ (Benekendorffstraße 94–108, KGEP 12028, Lage) zwischen Zabel-Krüger-Damm und Beneckendorffstraße und den Vierrutengraben gelegen. Sie ist eine dauerhaft gesicherte Kleingartenanlage[23] mit 103 Parzellen auf 39.736 m² landeseigenem Pachtland.

- KGA ,Frohsinn II’ (Wittenauer Straße 144, KGEP 12029, Lage) liegt zwischen Wittenauer und Finsterwalder Straße und südlich vom Packerei- und Bruchstückengraben begrenzt. Sie ist eine dauerhaft gesicherte Kleingartenanlage mit 103 Parzellen auf 39.736 m² landeseigenem Pachtland. Sie ist eine dauerhaft gesicherte Kleingartenanlage[24] mit 209 Parzellen auf 85.584 m² privatem Pachtland. Unter den Pächtern befinden sich 20 Dauerbewohner.

- KGA ,Waldesfrieden’ (Wittenauer Straße 172, RBS 6835, KGEP 12030, Lage) zwischen Wittenauer Straße und Bruchstückengraben östlich der Freienwalder Straße gelegen. Die Kleingartenanlage ist ,Frohsinn II’ zugeordnet und besitzt zehn Parzellen auf 3100 m² landeseigenem Pachtland[25] und 20 Parzellen an der Wittenauer Straße 144 auf 85.584 m² privatem Pachtland,[24] sie sind als hoch gesichert im Entwicklungsplan vermerkt. Eine nordöstlich gelegene Fläche auf dem größeren Gelände von 52.400 m² ist allerdings entwidmet worden.

- KGA ,Wiesenblick’ (Am Freibad 6–10, KGEP 1276, Lage, Pflanzerverein Wiesenblick e. V.) ist zwischen ,Am Vierrutenberg’, dem Wanderweg am Tegeler Fließ (Barnimer Dörferweg[5]) und Am Freibad gelegen. Sie ist eine dauerhaft gesicherte Anlage[25] mit 100 Parzellen auf 42.489 m² landeseigenem Pachtland.

- KGA ,Wiesengrund’ ist zwischen Zabel-Krüger-Damm und Wittenauer Straße gelegen und wird durch den Klötzegraben und das Klötzebecken getrennt. Die südlich gelegene ,Anlage I’ (Wittenauer Straße, RBS 6834, KGEP 12077 Lage) besitzt 27 Parzellen auf 16.150 m². Am Zabel-Krüger-Damm liegt die ,Anlage II’ (Zabel-Krüger-Damm, RBS 6835, KGEP 12078 Lage) mit 35 Parzellen auf 23.130 m² und die Straße Am Osrücken führt durch. Beide Anlagen befinden sich auf privaten Pachtland und sind nach Eintragung im Kleingartenentwicklungsplan (KGEP) hoch gesichert.[24] Westlich der Anlagen befindet sich zum Schöllbronner und Kieselbronner Weg ein Grünstreifen, östlich liegen die beiden Teile der AEG-Siedlung.

### Wohnsiedlungen

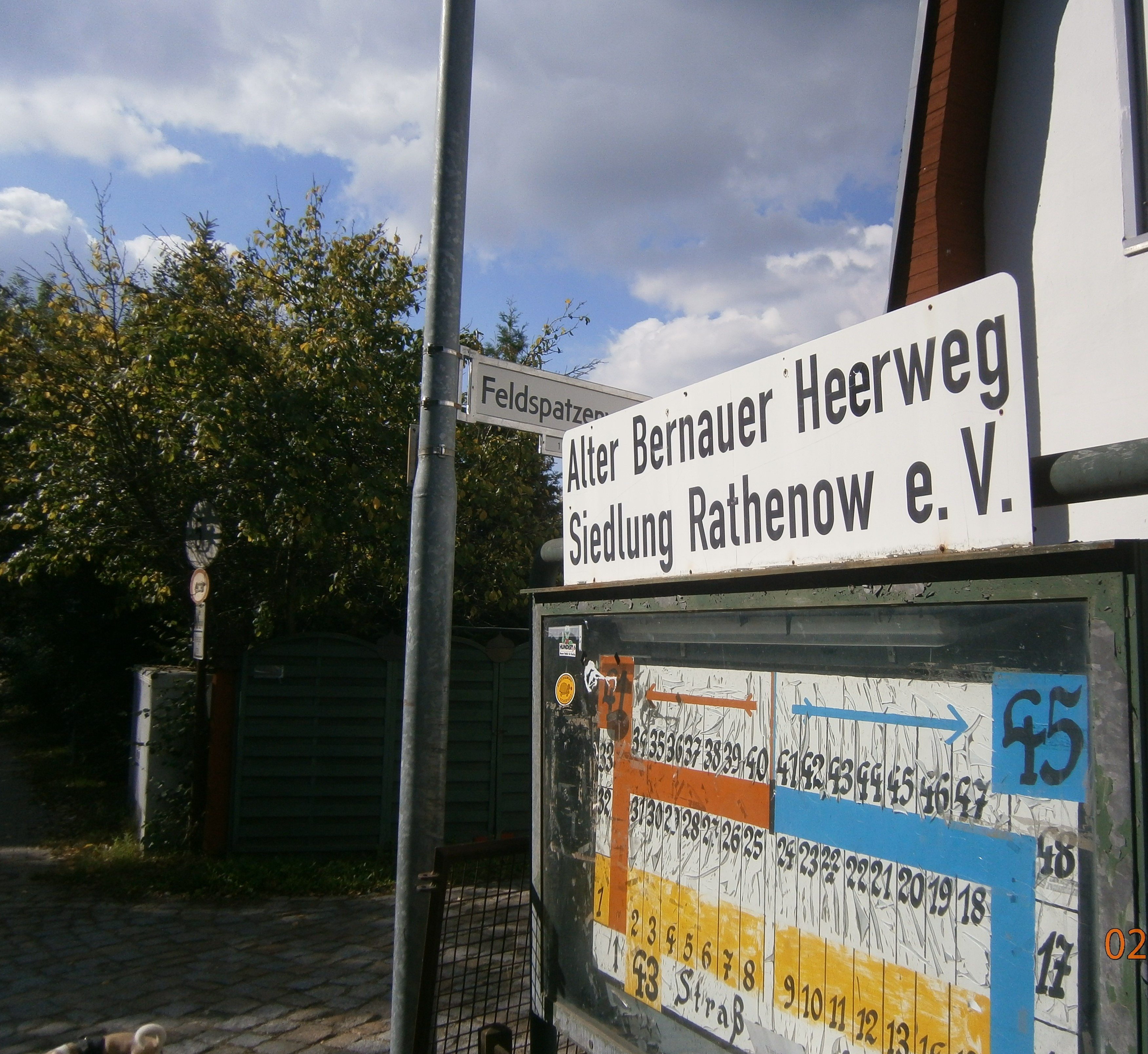
Der Feldspatzenweg erschließt die Siedlung Rathenow, nördlich vom Alten Bernauer Heerweg

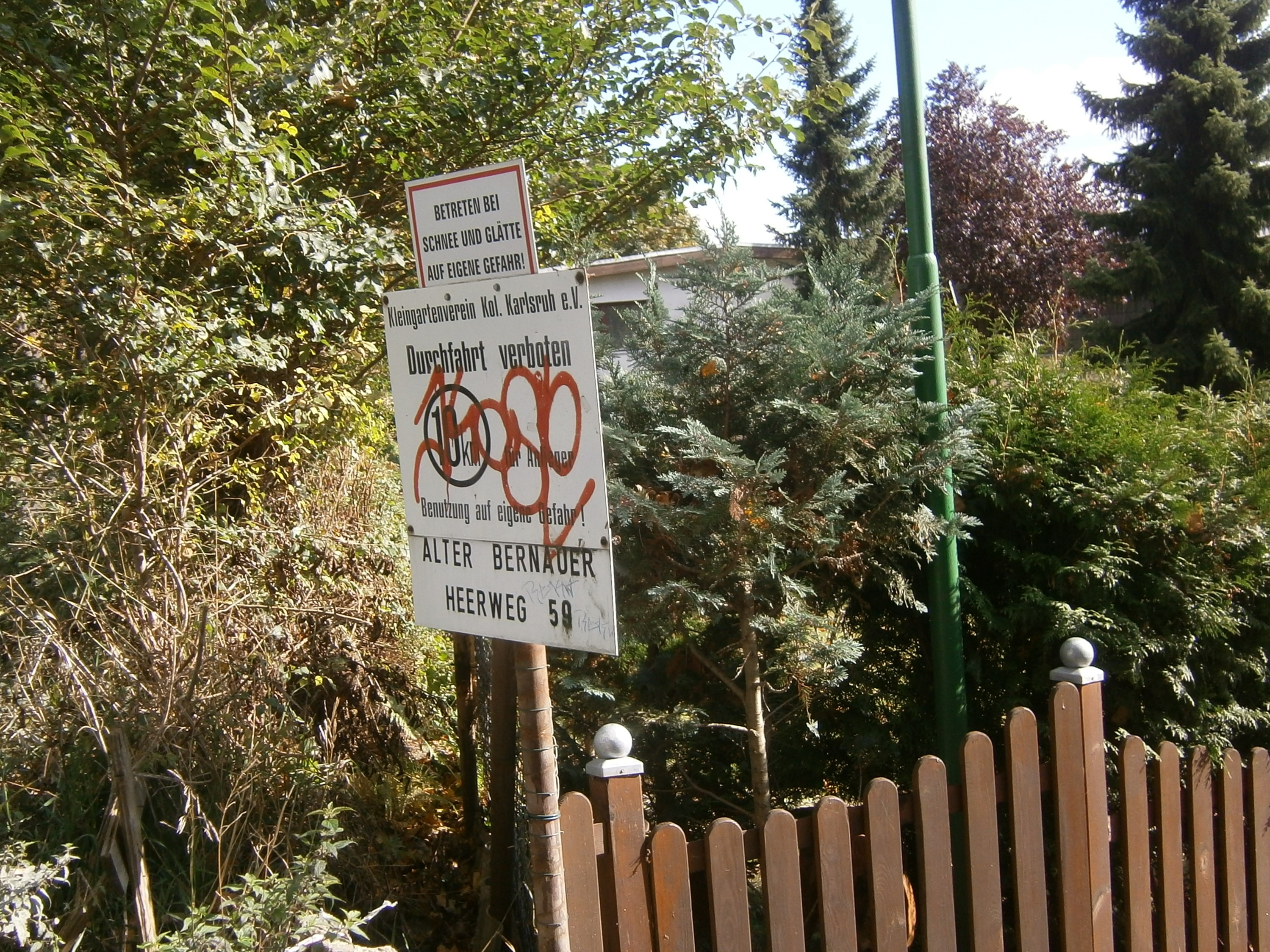
Zwischen Blankenfelder Chaussee und Altem Bernauer Heerweg liegt die Siedlung Karlsruh nahe der Ortsteil- und Bezirksgrenze

Einige Siedlervereine haben ihre (Lauben-)Kolonien nicht den Bedingungen des Bundeskleingartengesetzes unterworfen oder wurden durch die städtebauliche Entwicklung im Flächennutzungsplan zu Wohngebieten umgewidmet. So wurden Gartenkolonien in Verantwortung des Bezirks Reinickendorf zu Wohnsiedlungen, mitunter wurden privatrechtliche Gartenwege zu gewidmeten Straßen umgebildet. Bei Widmung und Aufnahme in die Liste des Amtes für Statistik Berlin-Brandenburg oder durch Aufnahme in das RBS-Detailnetz sind solche Straßen in der obigen Tabelle enthalten.
- AEG-Siedlung Heimat (RBS: 6103, Lage), diese Siedlung wurde 1935 mit ihren 44 Grundstücken für Arbeiter der AEG errichtet. Der Siedlungsname ist im südlichen Teil (Parzellen 30–40) auch die postalische Adresse der Straße. Die Grundstücke nördlich vom Klötzegraben (1–29) liegen an der AEG-Straße. Die Siedlung erstreckt sich zwischen Zabel-Krüger-Damm (damals Platanenstraße) und Wittenauer Straße südlich und nördlich vom Klötzebecken, am Westrand schließen die Kleingartenanlagen ,Wiesengrund I und II’ an. Die Häuser am Waldläuferweg gehören zur Siedlung. Im Süden befindet sich östlich eine Grünfläche am nördlichen Teil schließt sich im Osten Am Springebruch mit Neubausiedlungshäusern an.
- Andreas-Rabe-Siedlung liegt im Winkel der Alten Bernauer Heerweg und der Quickbornstraße. (RBS: 6059, Lage). Diese Siedlung liegt an den beiden Siedlungsstraßen Grünspecht- und Feldlerchenweg, die von einer unbenannten Straße im Norden und dem Alten Bernauer Heerweg im Süden erschlossen sind.[26] Die Siedlung Hasengrund liegt südwestlich der Siedlung und wurde aus einer KGA umgewidmet.

- Siedlung Bürgersruh (Lage): sie liegt entlang der gleichnamigen Straße südlich vom Alten Bernauer Heerweg mit den Grundstücken 7–55 in Zick-Zack-Zählung. Westlich begrenzt vom Freizeit- und Erholungspark Lübars, befindet sich auf deren Ostseite eine landwirtschaftliche Nutzfläche bis zum Ortsteil Blankenfelde. Wobei hier an der Bezirksgrenze die Berliner Mauer stand. Die Straße wurde 2013 den Anforderungen an eine Stadtstraße mit Straßendecke und Wasserbauten angepasst. Im Süden endet die Siedlung am Rathenowgraben vor dem Rosenthaler Wiesenbusch. Die Siedlung wurde zunächst nach 1945 provisorisch angelegt und bebaut. In den 2010er Jahren wurde dann planungsrechtlich geordnet.[27]

- Gartenkolonie Deilinge (RBS 6246, Deilingeweg 1, Lage) an der nördlichen Verlängerung des Deilingewegs gelegen, südlich vom NSG Eichwerder am Tegeler Fließ.[28][29] Die Wohnanlage liegt im Gebiet des Springbruchgrabens und südöstlich vom Grünen Hauptweg 13 (Barnimer Dörferweg[5]). Die acht Parzellen sind in Streifen nordwärts vom Deilingeweg bis ans Ende des Areals angeordnet auf 16.760 m².

- Wohnsiedlung Hasensprung (Lage) wurde in einem planungsrechtlichen Verfahren aus einer KGA umgewidmet. Sie liegt an der Ecke Quickborner Straße / Alter Bernauer Heerweg im südlichen Bereich der 1998 benannten beiden Siedlungsstraßen. Über die Quickborner Straße hinweg liegt die Siedlung Mühlenberg.

- Kolonie Karlsruh (RBS 6486, Alter Bernauer Heerweg 59, Lage) zwischen Alter Bernauer Heerstraße und Blankenfelder Chaussee nahe der Blankenfelder Ortsteilgrenze gelegen. Die 8.300 m² große Wohnanlage beansprucht einen 40 Meter breiten Streifen östlich einer mit Wegeplatten belegten Privatstraße, die für den Durchgangsverkehr gesperrt ist, und die Karlsruh (Ostseite) und Talheim trennt.

- Wohngebiet Karpfenteich (RBS 6489, Lage) im Dreieck zwischen Quickborn-, Wittenauer Straße und Klötzgraben um den Creienfelder Weg gelegen, auf beiden Seiten des Creienfelder Wegs. Es ist eine behördlich 1998 auf Grund der Bebauungsstruktur aus einer KGA umgewidmete Wohnsiedlung.

- Siedlung Mühlenberg (Lage): sie liegt um den Mühlenberg, der seinen Namen aus der 1847 errichteten Mühle ableitet. Die Straßen hier haben alle einen Bezug zur Müllerei.

- Siedlung Neu-Lübars (RBS 6582, Lage): Sie liegt an der Quickborner Straße im Süden des Ortsteils an der Grenze zum Märkischen Viertel. Die Gartenkolonie entlang des (einzigen) Hauptweges zum Rabehorstgraben hin verblieben im Nordwesten der Lübarser Aue als 60 Meter breiter Streifen auf 82.400 m². Die entwidmeten Gartenflächen nördlich vom Bruchstückengraben und der Niederbarnimer Eisenbahn der KGA „NBE-Quickborner Straße“ (Straßennummer 5961) wurden von einem Investor in den 2010er Jahren mit Neubausiedlungshäusern (Lübarser Aue, Am Rodelberg) bebaut. Die Siedlung Neu-Lübars geht am Rabehorstgraben in die Kolonie Waldesfrieden über. Sie ist mit dem Fuß- und Radweg an der vormaligen Bahnlinie Naherholungsgebiet für Bürger des angrenzenden Märkischen Viertel. Nördlicher bis zum Alten Bernauer Heerweg schließen sich Ackerflächen der Lübarser Bauern an.

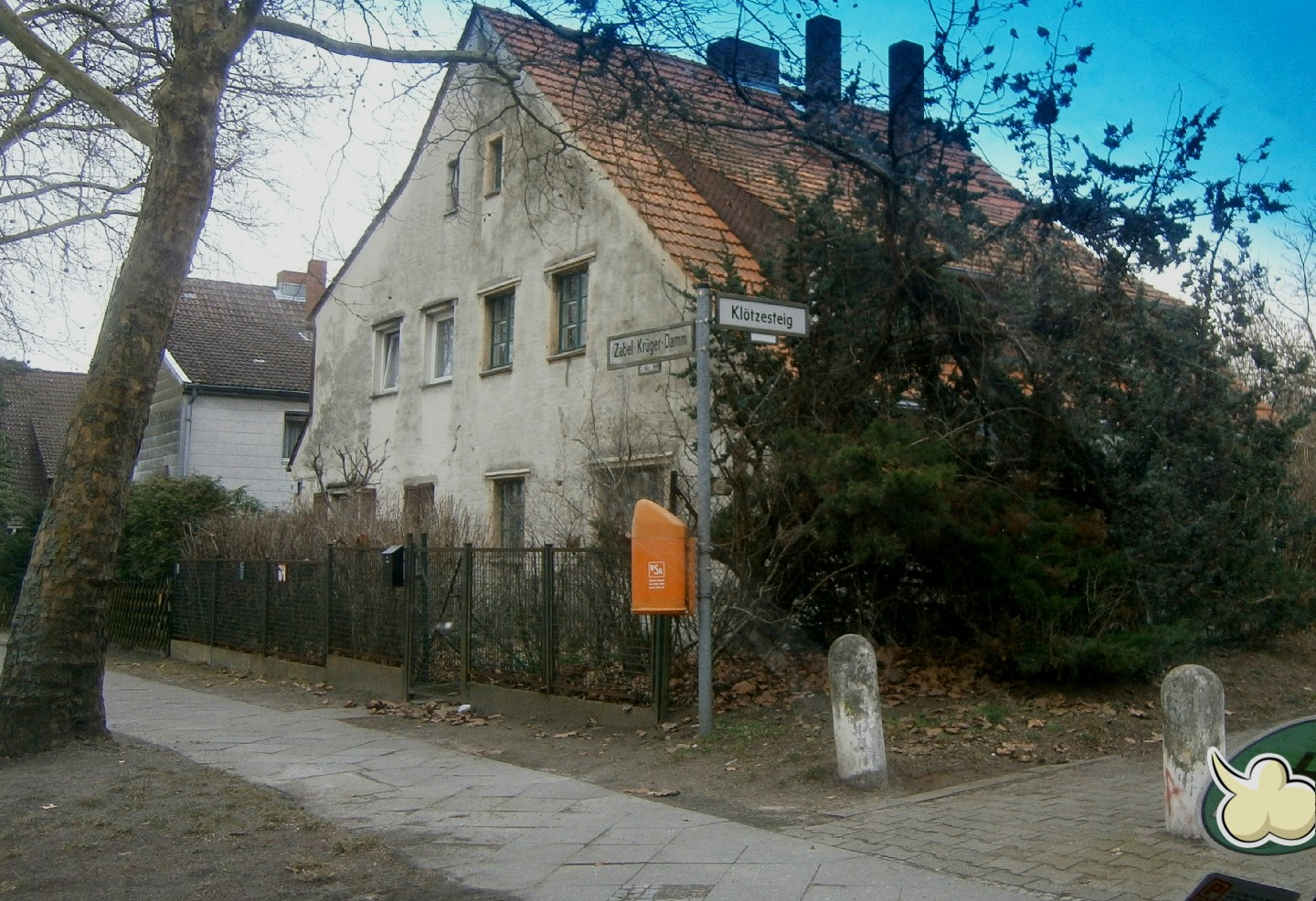
Haus der Kriegsheimsiedlung am Zabel-Krüger-Damm

- Die „Kriegsheimstättensiedlung“ (Lage) wurde seit ihrer Errichtung zu großen Teilen baulich erneuert. Sie liegt nahe dem Friedhof Lübars am Zabel-Krüger-Damm (damals Platanenstraße und Straßen 6, 7, 9 und 10).[30] Später im Adressbuch 1930 um den Hermsdorfer, Wittenauer Weg und die Platanenstraße mit den Parzellen als Straße 153, 154, 148, 160. 1933 erfolgte die Benennung: Am Wiesenende (153), Herrnholzweg (154), Sprintsteig (157), Am Vierrutenberg (158, 161), Zehntwerderweg (160), die Straße 156 (Klötzesteig) verblieb.[31] Erkennbar sind die Siedlungshäuser an ihrer gleichen Bauart, die oft im Obergeschoss erweitert wurden.

- Siedlung Rathenow (RBS 6632, Lage) nördlich vom Alten Bernauer Heerweg gegenüber dem Lübarser Park gelegen. Die Familie Rathenow ist seit Jahrhunderten im Dorf ansässig.[32] Die Siedlung Rathenow wurde Ende der 1920er Jahre als Kleingartenkolonie auf zuvor landwirtschaftlich genutzter Fläche eingerichtet. Die Gesamtfläche befindet sich im Privateigentum und besitzt Parzellen von je 400–600 m² Größe, die an die jeweiligen Nutzer verpachtet sind. Die Fläche wurde zu Wohngebiet entwickelt und durch Bebauungsplan gesichert.[27] „Die Siedlung Rathenow in Lübars weist eine weit über die kleingärtnerische Nutzung hinausgehende bauliche Verfestigung auf. Es handelt sich nicht um eine Kleingartenanlage i.S. des Bundeskleingartengesetzes. Die Fläche wird daher als Wohnbaufläche mit landschaftlicher Prägung dargestellt.“[33]

- Kolonie Talheim (RBS 6754, Alter Bernauer Heerweg 55/57, Lage) liegt in einem 60 Meter breiten Streifen zwischen Altem Bernauer Heerweg und Blankenfelder Chaussee, westlich der Kolonie Karlsruh gelegen nahe der Ortsteilgrenze zu Blankenburg und zu Zeiten der Berliner Mauer im Randgebiet West-Berlins. Eine am östlichen Rand liegende Zufahrtsstraße zu den Wohngrundstücken ist für den Durchgangsverkehr gesperrt, dafür verbindet eine gut genutzte unbenannte ausgebaute Asphaltstraße[34] die beiden (südlich und nördlich) begrenzenden Straßen.[35]

### Parks und andere Flächen
- Vogelschutzgebiet Rosenthaler Wiesenbusch (Lage) zwischen Rathenowgraben und der Ortsteilsgrenze zu Rosenthal gelegen.
- Freizeit- und Erholungspark Lübars (Lage) auf dem Gelände einer vormaligen Müllkippe, Lübarser Höhe 85,3 Meter.
- Am Ziegeleisee befindet sich das Freibad Lübars (Lage). Der See zwischen der Straße Am Freibad, dem Zehntwerder Weg und der Ortsteilsgrenze zu Waidmannslust gelegen wurde durch Tongewinnung für die am Lübarser Rand bestehende Ziegelei von Ulrich Benekendorff angelegt. An der Westseite des Sees verläuft der Barnimer Dörferweg, der nach Westen weiter am Hermsdorfer See entlang zum Nachbarortsteil hin führt.
- Das Naturschutzgebiet Eichwerder gehört in Teilen zu Lübars nördlich vom Dorfkern (Lage) mit dem Tegeler Fließ entlang der nördlichen Ortsteilsgrenze. Gleichzeitig bildet das Fließgebiet die Berliner Stadtgrenze zu Brandenburg, wodurch dieses Gelände zwischen den 1960er Jahren und 1990 im Grenzgebiet der Berliner Mauer lag und eine naturnahe, wenig beeinflusste Fläche verblieb.

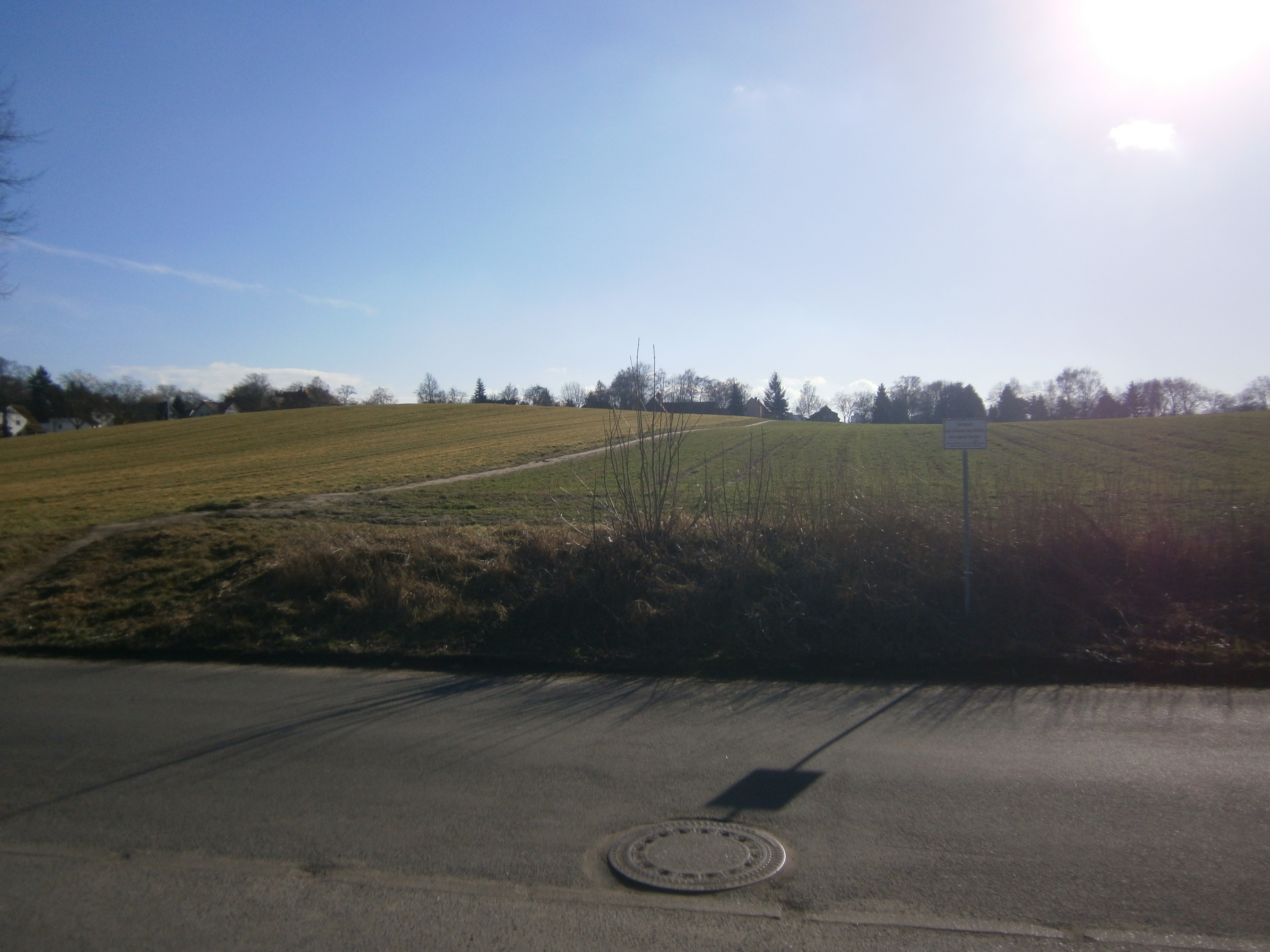
Ackerfläche Am Vierrutenberg von Benekendorffstraße-Mergelweg nach Süden zum Zabel-Krüger-Damm in Richtung der Dorfkirche

- Landwirtschaftliche Nutzflächen (Lage) beidseits des Alten Bernauer Heerweges und entlang der Blankenfelder Chaussee südöstlich vom Dorfkern.
- Landeseigener Friedhof Lübars (Zabel-Krüger-Damm 176, Lage) südlich vom Zabel-Krüger-Damm und westlich neben dem Klötzesteig gelegen, ein Alleequartierfriedhof auf 33.691 m² Fläche.[36]
- Dorfaue Lübars (Lage): Die Dorfaue ist der einzige Dorfkern Berlins mit Barockkirche, Feuerwehrhaus und Schulhaus mit Bauerngarten, sowie dem strohgedeckten Kossätenhaus und dem historischen Dorfkrug im Mittelpunkt eines dörflichen Geschehens. Auf dem Auenrund stehen alte Eichen, Eschen, Kastanien und Maulbeerbäume.[37] Der Dorfkern von Lübars war zu Mauerzeiten in den 1960er bis 1980er Jahren einer der wenigen Orte für dörfliches Leben in der Großstadt West-Berlin.